# بيت عارف العارف

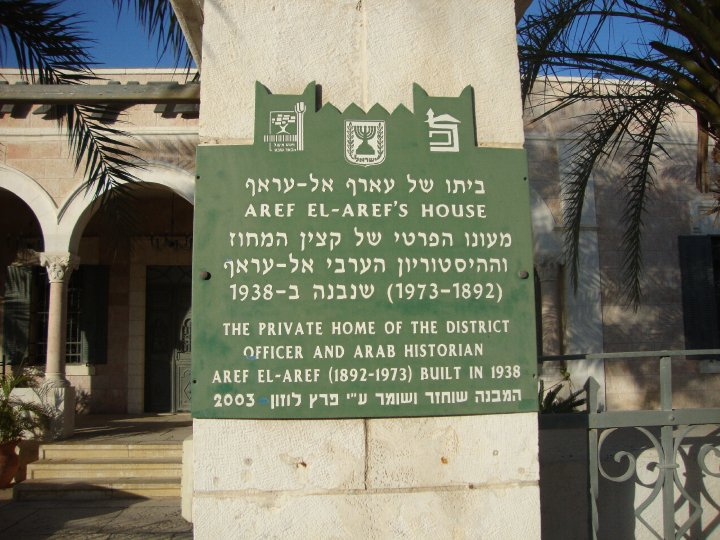
لوحة بالعبرية على بيت عارف العارف

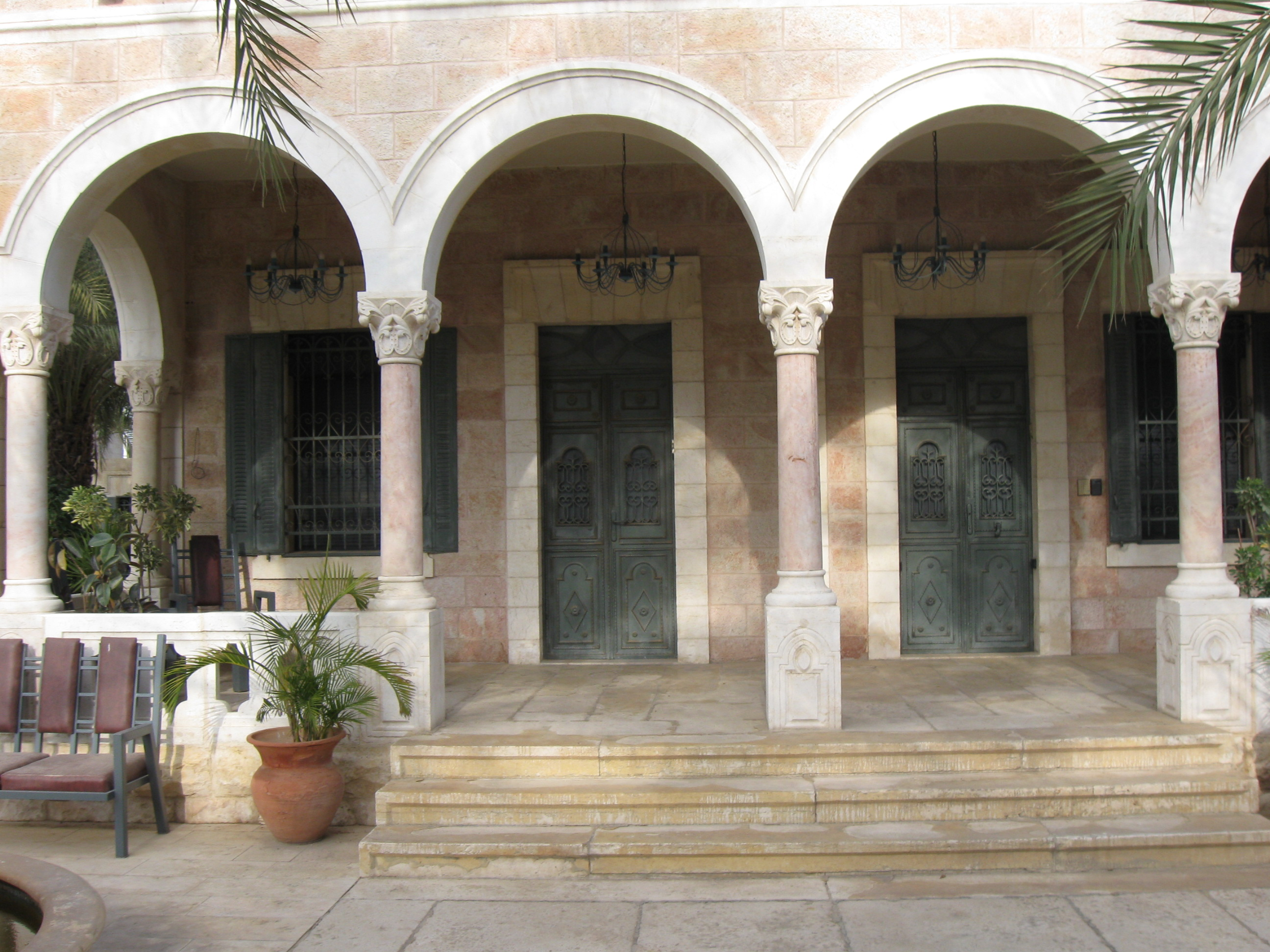
مدخل وواجهة بيت عارف العارف عام 2009

بيت عارف العارف (بني بين الأعوام 1937-1938) كان المنزل الخاص لقائمقام بئر السبع عارف العارف، الذي بناه وسكن فيه. يقع المنزل اليوم في البلدة القديمة ببئر السبع، في الزاوية الشمالية من تقاطع شارعي هرتزل والعتسمؤوت، وفي ذلك الوقت كان يعتبر أجمل منزل في المدينة.

## بناء المنزل
خلال فترة حكمه في بئر السبع، اشترى عارف قطعة أرض على الجانب الآخر من الطريق، أمام منزل الحاكم القديم (الآن متحف النقب للفنون)، وبنى منزله هناك. البيت شهادة على صاحبه: فهو مبني بأناقة شديدة، يليق بالرجل الذي يميل إلى التباهي بملابسه والتباهي بأفعاله. كان هذا النوع من البناء يبرز الأطر والأفاريز في الحجر "ميزي حلو" فاتح اللون وكان شائع الاستخدام في منازل الأثرياء العرب، وخاصة في القدس. تم بناء واجهة المنزل الرائع من الحجر الجيري الدولوميتي المحمر ("ميزي أحمر")، والذي تم جلبه من منطقة القدس. كان طراز المنزل غير مألوف في بئر السبع، ويرجع ذلك أساسًا إلى أسلوب البناء الذي كان مختلفًا عن الطراز المعماري للمنازل القديمة في المدينة، التي بُنِيَت في الغالب من الحجر الخفيف الذي يتفتّت بسهولة. يقع المنزل في وسط البلدة ويحيط به سور منخفض، مما يشير إلى انخراط الشخص الذي يسكنه في الحياة الاجتماعية للبلدة.

تم الحفاظ على المنزل بحالة جيِّدة، والتغييرات الخارجية التي أجرِيَت عليه قليلة نسبيًّا. تم توحيد الفضاء الداخلي، وهدمت جدران الغُرف الداخلية، وأغلق الباب المؤدي من الشرفة إلى "الديوان"، وهو غرفة الضيوف الخاصة، وحُوِّلَت إلى نافذة. كما احتوى المنزل على غرفة في الطابق الثاني، وكان من الممكن إضافة طابق.

## استخدام المنزل

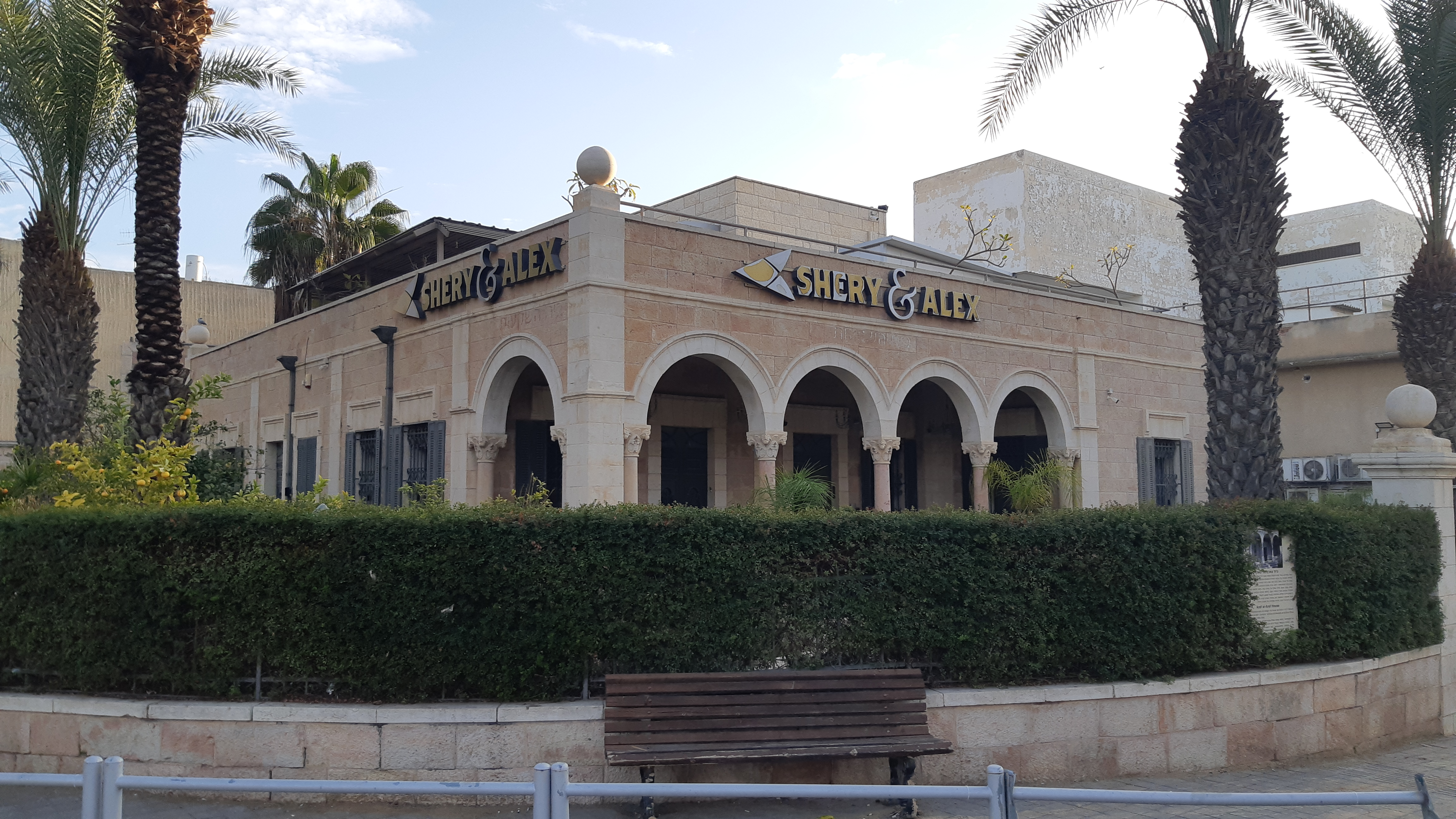
بيت عارف العارف بعد تحويله مقرًّا لشركة الاستثمارات شيري وأليكس عام 2022

استُخدِمَ المنزل في الأصل كمنزل خاص للمؤرِّخ وحاكم المنطقة عارف العارف خلال الأعوام 1929-1939. كان العارف يطمح إلى مواصلة إدارة شؤون منطقة النقب، لكن أحداث الثورة العربية الكبرى خيّبت آماله، وتزايدت الشبهات ضده على ما يبدو في الإدارة، وفي عام 1939 نُقل إلى قضاء غزة.

بعد أن غادر عارف العارف بئر السبع، استُخدم المنزل مقرًّا لشخصيات مرموقة في إدارة المنطقة والشرطة. في عام 1948 كان مقرًّا لقائد القوات المصرية التي تمركزت في المدينة. بعد استيلاء الجيش الإسرائيلي على بئر السبع، استُخدم المبنى كمتجر للجيش الإسرائيلي، وبعد عدة سنوات، أهمل الجيش المكان، وعرض بيعه لبلدية بئر السبع بمبلغ نصف مليون دولار، ولم تستطع البلدية شراءه بسبب ثمنه الباهظ، عندها قامت شركة الأخوة بيرتس لوزون بشراء الموقع وقررت ترميمه وإعادته إلى مظهره القديم، ونقل مكاتب شركتهم إليه، وهو اليوم يحتوي على مكاتب شركة الاستثمار "شيري وأليكس" (Shery & Alex).

كان المنزل يعتبر في ذلك الوقت أجمل منزل في المدينة، وما يزال يثير الإعجاب حتى اليوم، ويفوق منازل البلدة القديمة من حيث جماله، وهندسته المعمارية، فهو مبنيّ من الحجر المحلي الفاتح. أُعلِن عن المبنى "مبنى تاريخيًا للحفاظ" من قبل مجلس الحفاظ على المباني والمواقع الأثرية في إسرائيل، وجرى ترميمه عام 2003.

## وصلات خارجية
- بيت عارف العارف في موقع غوئيل دروري
- بيت عارف العارف في تقرير لصحيفة يديعوت أحرونوت